# Euamoebida
Euamoebida o Tubulinida es un grupo de amebas del filo Amoebozoa. Son las típicas amebas desnudas que forman seudópodos cilíndricos en la locomoción o bien toda la célula es monopodial y cilíndrica. Esto es, en la locomoción no presentan alteraciones a formas aplanadas expandidas o ramificadas. No presentan uroide adhesivo. Comprende, entre otros, a los géneros Amoeba y Chaos.